# Jan van Bourbon-Soissons
Jan van Bourbon-Soissons (La Fère, 6 juli 1528 - Saint-Quentin, 10 augustus 1557) was van 1546 tot aan zijn dood graaf van Edingen en van 1547 tot aan zijn dood graaf van Soissons. Hij behoorde tot het huis Bourbon.

## Levensloop
Jan was de vierde zoon van hertog Karel van Bourbon-Vendôme uit diens huwelijk met Françoise, dochter van hertog René van Alençon. Hij was een prins van den bloede.
In 1546 werd hij graaf van Edingen, na de dood van zijn oudere broer Frans. Een jaar later erfde hij van zijn grootmoeder Maria van Luxemburg, de moeder van zijn vader, het graafschap Soissons.
Op 14 juni 1557 huwde hij met zijn nicht Maria van Bourbon-Vendôme (1539-1601), dochter van zijn oom Frans I van Bourbon-Vendôme, graaf van Saint-Pol. Het huwelijk bleef kinderloos en duurde slechts twee maanden: in augustus 1557 sneuvelde hij namelijk in de Slag bij Saint-Quentin.
Zijn domeinen werden geërfd door zijn jongere broer Lodewijk I van Bourbon-Condé.